# Fortún Ximénez
Fortún Ximénez (... – 1533) è stato un navigatore spagnolo che guidò un ammutinamento durante una delle prime spedizioni lungo la costa messicana, ed il primo europeo a sbarcare in Bassa California.

## Biografia
Ximénez fu il pilota di una nave inviata da Hernán Cortés e capitanata da Diego de Becerra nel 1533 per costeggiare la Nuova Spagna partendo dall'odierna Manzanillo, in cerca di due navi perse senza lasciar traccia l'anno precedente, durante un viaggio simile. I viaggi precedenti erano incentrati sulla ricerca dello "Stretto di Anián" (quello che si riteneva essere il passaggio a nord-ovest) e dell'Isola di California. Questi luoghi prendevano il nome da quelli mitici del romanzo Las sergas de Esplandián, pubblicato in Spagna e popolare tra i conquistadores. La California descritta nel romanzo era un paradiso terrestre popolato solo da donne di pelle scura. Durante il viaggio Ximénez guidò una rivolta nel corso della quale il capitano fu ucciso. Gli ammutinati attraccarono nei pressi dell'odierna La Paz, all'estremo meridionale della penisola di Bassa California, che gli ammutinati credevano essere l'isola di California.
Ximénez fu ucciso durante uno scontro con i nativi locali. I sopravvissuti tornarono in Nuova Spagna parlando di perle nere, il che stimolò nuove esplorazioni dell'isola di Santa Cruz (nome dato da Cortés alla penisola).